# Elecciones parlamentarias de Corea del Norte de 2019
Las elecciones parlamentarias se celebraron en Corea del Norte el 10 de marzo de 2019. Las elecciones se anunciaron el 6 de enero de 2019. Con solo un candidato en la boleta electoral en cada circunscripción, los observadores externos lo describieron como una elección espectáculo. Se eligieron 687 candidatos a diputados de la RPDC a la APS. Kim Jong Un no se presentó a las elecciones, lo que supuso la primera vez que un líder norcoreano no participaba como candidato.

## Preparaciones
El 8 de enero de 2019, el Presidium de la Asamblea Popular Suprema emitió la Decisión No. 220, que anunciaba la elección de diputados a la 14.ª Asamblea Popular Suprema. Tres días más tarde, el Presidium de la Asamblea Popular Suprema emitió la Decisión No. 221, que organizó un comité electoral central para la elección de la 14.ª Asamblea Popular Suprema que consistió en Yang Hyong-sop como presidente, Kim Phyong.-ha como vicepresidente, Jong Yong-guk como secretario general, y Choe Pu-il, Kim Yong-dae, Kim Yong-ho, Pak Chol-min, Ju Yong-gil, Kim Chang-yop, Jang Chun-sil, Ri Tu-song, Pak Myong-chol y Ryo Jong-son como miembros.
La Agencia Central de Noticias de Corea informó el 29 de enero que se habían organizado las circunscripciones y subcircunscripciones para la elección de la 14.ª Asamblea Popular Suprema, y el 3 de febrero se informó que se habían organizado comités electorales en las circunscripciones y subcircunscripciones. El 21 de febrero, la Casa de Publicaciones del Partido de los Trabajadores de Corea produjo carteles que instaban a los votantes a "glorificar aún más el socialismo de nuestro estilo con la fuerza de la unidad de una sola mente" y a "consolidar nuestro poder revolucionario tan firme como una roca". El 24 de febrero, la KCNA informó que los comités de subcircunscripciones habían mostrado listas de votantes elegibles para la elección. El 25 de febrero, el Rodong Sinmun publicó un editorial en la que pedía un elevado entusiasmo político y participación en las elecciones. El Comité Central del Frente Democrático para la Reunificación de la Patria emitió un llamamiento similar y buscó la prosperidad social y económica de la nación junto con las relaciones pacíficas (y una reunificación) con Corea del Sur. El 2 de marzo, la Televisión Central de Corea emitió consignas similares.
El 4 de marzo, el Rodong Sinmun publicó un comentario diciendo que el sistema electoral de Corea del Norte era «el más superior del mundo».
El 7 de marzo, el Comité Central de Elecciones informó que la nominación y el registro de candidatos se había completado. El 8 de marzo, la KCNA informó que los perfiles de los candidatos en la elección se habían mostrado en todos los distritos electorales y se habían establecido centros de votación.

## Día de elección
A las 11:00, Kim Jong-un fue a la Sub-circunscripción No. 40 de la Unidad Constitutiva No. 10 Kyogu ubicada en la Universidad de Tecnología de Kim Chaek, y votó por el presidente de la universidad, Hong So-hon, como diputado a la Asamblea Popular Suprema.
A las 12:00, el Comité Central de Elecciones informó que la participación de los votantes había alcanzado el 56,76 por ciento, que llegó a 92,35 % a las 15:00.
A las 18:00, el Comité Central de Elecciones informó que todos los votantes, excepto los extranjeros o que trabajan en el mar, habían participado en las elecciones y que los resultados de las elecciones se están contabilizando.

## Resultados
El Comité Central de Elecciones informó el 12 de marzo de 2019 que la participación de los votantes para la elección fue del 99,99% y que el 100% de los votantes emitió sus votos a favor de los candidatos registrados. El informe también incluía los nombres de los 687 diputados electos a la 14.ª Asamblea Popular Suprema.
Kim Jong-un no fue incluido en la lista de diputados elegidos, lo que marca la primera vez que un líder norcoreano no participó como candidato en la elección de la Asamblea Popular Suprema.
| Bloque                                                | Partido                                            | Votos | %     | Escaños |
| ----------------------------------------------------- | -------------------------------------------------- | ----- | ----- | ------- |
| Frente Democrático para la Reunificación de la Patria | Asociación General de Coreanos Residentes en Japón |       |       | 5       |
| Frente Democrático para la Reunificación de la Patria | Otros                                              |       |       | 682     |
| Total                                                 | Total                                              |       | 100   | 687     |
| Votantes registrados/participación                    | Votantes registrados/participación                 |       | 99.99 | –       |
| Fuente:                                               |                                                    |       |       |         |

| Partido                           | Escaños             | ±           |
| --------------------------------- | ------------------- | ----------- |
| Partido del Trabajo de Corea      | 607[cita requerida] | Sin cambios |
| Partido Socialdemócrata de Corea  | 50[cita requerida]  | Sin cambios |
| Partido Chondoísta Chong-u        | 22[cita requerida]  | Sin cambios |
| Independientes y partidos menores | 8[cita requerida]   | Sin cambios |

### Diputados electos
Las siguientes personas fueron elegidas como miembros del parlamento; la mitad fueron recién elegidas:
| circunscripción Número | circunscripción nombre | diputado electo |
| ---------------------- | ---------------------- | --------------- |
| 1                      | Mangyongdae            | Han Song-guk    |
| 2                      | Kwangbok               | Yun Yong-chol   |
| 3                      | Que                    | Po Yong         |
| 4                      | Janghun                | Kim Yun-sil     |
| 5                      | Kallimgil              | Kim Yo-jong     |
| 6                      | Chukjon                | Kim Song-bong   |
| 7                      | Taepyong               | Kim Yong-bok    |
| 8                      | Wollo                  | Kim Tong-suk    |
| 9                      | Kyongsang              | Ri Song-jun     |
| 10                     | Kyogu                  | Hong So-hon     |
| 11                     | Ryonhwa                | Sim Kyong-ok    |
| 12                     | Sochang                | Kil Kum-sun     |
| 13                     | Pyongchon              | Kim Myong-hwan  |
| 14                     | Ansan                  | Kim Sok-nam     |
| 15                     | Ponghak                | Kim Hyon        |
| 16                     | Ryukgyo                | Ri Yong-hui     |
| 17                     | Saemaul                | Jo Kil-nyo      |
| 18                     | Potonggang             | Pang Sung-son   |
| 19                     | Ryugyong               | Kim Hye-ran     |
| 20                     | Pulgungori             | Ri Mi-ok        |
| 21                     | Kaeson                 | Choe Hui-thae   |
| 22                     | Pipa                   | Hwang Sun-hui   |
| 23                     | Jonsung                | Choe Ryong-hae  |
| 24                     | Kinmaul                | Ri Sung-ho      |
| 25                     | Sosong                 | Ri Su-yong      |
| 26                     | Janggyong              | Hong Song-gwang |
| 27                     | Hasin                  | O Yong-jae      |
| 28                     | Jungsin                | Pak In-suk      |
| 29                     | Taesong                | Thae Hyong-chol |
| 30                     | Ryonghung              | Yang Hyong-sop  |
| 31                     | Anhak                  | Jong Myong-il   |
| 32                     | Ulmil                  | Jo Kum-ju       |
| 33                     | Kwahak                 | Jang Chol       |
| 34                     | Tongmun                | Kim Song-hui    |
| 35                     | Chongryu               | Ri Song-uk      |
| 36                     | Munsu                  | Ri Myong-chol   |
| 37                     | Tapje                  | Choe Song-ran   |
| 38                     | Sagok                  | Kim Yong-bae    |
| 39                     | Tongdaewon             | Cha Hui-rim     |
| 40                     | Ryuldong               | Choe Song-won   |
| 41                     | Silli                  | Sim Il-chol     |
| 42                     | Samma                  | Ri Man-gon      |
| 43                     | Songyo                 | Rim Tong-hun    |
| 44                     | Tungmae                | Ri Kun-il       |
| 45                     | Ryulgok                | Jo Myong-nam    |
| 46                     | Yongje                 | Han Myong-hui   |
| 47                     | Rangrang               | Kim Yong-nam    |
| 48                     | Jongo                  | Kim Ki-nam      |
| 49                     | Jongbaek               | Pak Hyong-ryol  |
| 50                     | Chungsong              | Ri Un-jong      |
| 51                     | Kwanmun                | Jo Ju-yong      |
| 52                     | Sungri                 | Ri Pyong-chol   |
| 53                     | Wonam                  | Ko Song-dok     |
| 54                     | Ryongsong              | Ham Chol-nam    |
| 55                     | Rimwon                 | Kim Kwang-uk    |
| 56                     | Ryunggung              | An Myong-gon    |
| 57                     | Unha                   | Ri Yong-suk     |
| 58                     | Oun                    | Kang Sun-chol   |
| 59                     | Masan                  | Kim Hae-song    |
| 60                     | Sunan                  | Rim Kwang-ung   |
| 61                     | Sokbak                 | Jon Sung-nam    |
| 62                     | Sadong                 | Jo Hyong-chol   |
| 63                     | Turu                   | Choe Chol-jung  |
| 64                     | Hyuam                  | Ryom Tok-jun    |
| 65                     | Rihyon                 | Pak Hyok        |
| 66                     | Ryokpo                 | Jong Yong-suk   |
| 67                     | Nunggum                | Yun Kye-su      |
| 68                     | Hyongjesan             | Ri Yong-chol    |
| 69                     | Hadang                 | Paek Sok-sun    |
| 70                     | Sangdang               | Kim Jong-suk    |
| 71                     | Sinmi                  | Rim Won-jun     |
| 72                     | Samsok                 | Kim Nung-o      |
| 73                     | Todok                  | Jon Ha-rim      |
| 74                     | Kangnam                | Ri Man-song     |
| 75                     | Yongjin                | Ri Won-ok       |
| 76                     | Kangdong               | Jo Jun-mo       |
| 77                     | Ponghwa                | Kim Jae-ok      |
| 78                     | Samdung                | Kim Jong-chol   |
| 79                     | Sangri                 | Kang Pyo-yong   |
| 80                     | Hukryong               | Kim Pyo-hun     |
| 81                     | Songsok                | Hwang Kang-chol |
| 82                     | Panghyon               | Hong Pyong-chol |
| 83                     | Pyongsong              | Chae Myong-hak  |
| 84                     | Undok                  | An Myong-ok     |
| 85                     | Ori                    | Kim Yong-su     |
| 86                     | Samhwa                 | Kim Sung-du     |
| 87                     | Kuwol                  | Min Sang-gi     |
| 88                     | Okjon                  | Choe Chang-gi   |
| 89                     | Paeksong               | Ri Ryong-nam    |
| 90                     | Anju                   | Ri Chang-gun    |
| 91                     | Sinanju                | Ri Kye-bong     |
| 92                     | Tongmyon               | Ri Kun-ho       |
| 93                     | Wonpung                | Choe Ji-son     |
| 94                     | Nampyong               | Yun Jong-guk    |
| 95                     | Namhung                | O Su-yong       |
| 96                     | Kaechon                | Kim Kum-suk     |
| 97                     | Ramchon                | Yun Yong-nam    |
| 98                     | Sambong                | Jang Jong-nam   |
| 99                     | Konji                  | Kim Sun-hwa     |
| 100                    | Kangchol               | Kim Chang-gon   |
| 101                    | Ryungjin               | Kim Tok-hun     |
| 102                    | Kakam                  | Jang Kyong-chol |
| 103                    | Alim                   | Rim Tong-chol   |
| 104                    | Ryongun                | Ri Il-hwan      |
| 105                    | Sunchon                | O Yong-gon      |
| 106                    | Saedok                 | Kim Tu-il       |
| 107                    | Soksu                  | Choe Yong-il    |
| 108                    | Ryonpo                 | Sim Tong-chol   |
| 109                    | Jeyak                  | Ryu Tu-hyon     |
| 110                    | Subok                  | Pak Pong-ju     |
| 111                    | Jikdong                | Song Chang-ho   |
| 112                    | Ryongak                | Choe Kwang-il   |
| 113                    | Tokchon                | Choe Jang-il    |
| 114                    | Kongwon                | Im Chol-ung     |
| 115                    | Jenam                  | Ri Yong-chol    |
| 116                    | Chongsong              | Mun Myong-hak   |
| 117                    | Sangdok                | Yu Rim-ho       |
| 118                    | Jangsang               | Kim Yong-dae    |
| 119                    | Taedong                | Ko Ki-chol      |
| 120                    | Sijong                 | Ri Myong-hak    |
| 121                    | Yongok                 | Yun Jong-sil    |
| 122                    | Jungsan                | Kim Song-il     |
| 123                    | Kwangje                | Sin O-sun       |
| 124                    | Pungjong               | Han Chol        |
| 125                    | Pyongwon               | Kim Jun-son     |
| 126                    | Wonhwa                 | So Kyong-sim    |
| 127                    | Opa                    | Ma Won-chun     |
| 128                    | Unbong                 | Pak Thae-song   |
| 129                    | Hanchon                | Yu Chol-u       |
| 130                    | Sukchon                | Ri Yong-chol    |
| 131                    | Ryongdok               | Ri Song-chol    |
| 132                    | Yoldusamchon           | Kim Jae-nam     |
| 133                    | Namyang                | Kim Man-song    |
| 134                    | Komsan                 | Choe Yong-song  |
| 135                    | Mundok                 | Kang Hyong-bong |
| 136                    | Rimsok                 | Rim Tok-hwa     |
| 137                    | Ryongo                 | Kim Song-hui    |
| 138                    | Songchon               | Jang Sun-kum    |
| 139                    | Kunja                  | Jon Kwang-ho    |
| 140                    | Sinsongchon            | Ryu Won-song    |
| 141                    | Jangrim                | Kim Ki-gun      |
| 142                    | Sinyang                | Choe Yong-hui   |
| 143                    | Yangdok                | Kang Chu-ryon   |
| 144                    | Tongyang               | Kim Ok-ryon     |
| 145                    | Unsan                  | O Yong-chol     |
| 146                    | Chonsong               | Jong Yong-nam   |
| 147                    | Kubong                 | Ju Yong-gil     |
| 148                    | Jaedong                | Kim Ung-sop     |
| 149                    | Haksan                 | Sin Ung-sik     |
| 150                    | Mangil                 | Ri Myong-hui    |
| 151                    | Pukchang               | Kim Yong-chol   |
| 152                    | Songnam                | Mun Sun-hui     |
| 153                    | Okchon                 | Kim Kwang-su    |
| 154                    | Inpo                   | U Won-yong      |
| 155                    | Tukjang                | Jon Hak-chol    |
| 156                    | Maengsan               | Jo Won-taek     |
| 157                    | Nyongwon               | Pak Tong-chol   |
| 158                    | Taehung                | Wang Chang-uk   |
| 159                    | Hoechang               | Son Sok-gun     |
| 160                    | Sinjak                 | Jang Se-hyon    |
| 161                    | Chongnam               | Pak Yong-jin    |
| 162                    | Komungum               | Kim Hyong-il    |
| 163                    | Ungok                  | Kim Tong-il     |
| 164                    | Taebaeksan             | Ri Gwon         |
| 165                    | Otaesan                | Kim Kwang-hyok  |
| 166                    | Unpasan                | Jang Yong-su    |
| 167                    | Cholbongsan            | Jong Se-yon     |
| 168                    | Myolaksan              | Kim Yong-jin    |
| 169                    | Jangamsan              | Kim Myong-ho    |
| 170                    | Pongsusan              | Yun Tong-hyon   |
| 171                    | Taedoksan              | Kim Jong-gwan   |
| 172                    | Namchongang            | Hwang Kun-il    |
| 173                    | Jangjasan              | Kim Myong-sik   |
| 174                    | Sinpagang              | Jin Chol-su     |
| 175                    | Taesongsan             | So Hong-chan    |
| 176                    | Mannyonsan             | Yun Pyong-gwon  |
| 177                    | Kuwolsan               | Kim Song-chol   |
| 178                    | Hallasan               | No Kwang-chol   |
| 179                    | Chonmasan              | Kim Hyong-ryong |
| 180                    | Samgaksan              | Son Chol-ju     |
| 181                    | Sungrisan              | Jo Kyong-chol   |
| 182                    | Osongsan               | Kim Thaek-gu    |
| 183                    | Roktusan               | Pak Su-il       |
| 184                    | Unbaeksan              | Pang Kwan-bok   |
| 185                    | Pongsungsan            | Ho Yong-chun    |
| 186                    | Paekmasan              | Ri Tu-song      |
| 187                    | Songaksan              | Ri Tong-chun    |
| 188                    | Suyangsan              | Ri Yong-ju      |
| 189                    | Sindoksan              | An Ji-yong      |
| 190                    | Myongdangsan           | Kim Sok-hong    |
| 191                    | Pongaksan              | Choe Tu-yong    |
| 192                    | Taemyongsan            | Pak Myong-su    |
| 193                    | Ryongaksan             | Ri Tae-sop      |
| 194                    | Songchongang           | Ri Pong-chun    |
| 195                    | Pyongchongang          | Ju Song-nam     |
| 196                    | Sujonggang             | Kim Kum-chol    |
| 197                    | Chailgang              | Kim Sang-ryong  |
| 198                    | Samchongang            | Pak Jong-chon   |
| 199                    | Somjingang             | Song Sok-won    |
| 200                    | Yongchongang           | Kim Myong-nam   |
| 201                    | Okchongang             | Kim Su-gil      |
| 202                    | Ryesangang             | Kim Kwang-su    |
| 203                    | Wigumgang              | Ri Mun-guk      |
| 204                    | Kalmagang              | Song Yong-gon   |
| 205                    | Haegumgang             | Ko Myong-su     |
| 206                    | Pipagang               | Ri Jong-nam     |
| 207                    | Kumchongang            | Ri Yong-gil     |
| 208                    | Taedonggang            | Kang Sun-nam    |
| 209                    | Chongchongang          | Hong Jong-tuk   |
| 210                    | Amnokgang              | Ri Kwang-ho     |
| 211                    | Tumangang              | Ri Yong-chol    |
| 212                    | Kunmasan               | Hong Chol-gun   |
| 213                    | Naegumgang             | Chon Jae-gwon   |
| 214                    | Hyoksin                | Ju Tong-chol    |
| 215                    | Hwaebul                | Kim Kwang-hyok  |
| 216                    | Sobaeksu               | Ri Myong-su     |
| 217                    | Kumsu                  | Kwak Chang-sik  |
| 218                    | Haebal                 | Jo Tae-san      |
| 219                    | Moranbong              | Kim Yong-ho     |
| 220                    | Haebang                | Jang Il-su      |
| 221                    | Pyoldong               | Choe Pu-il      |
| 222                    | Jonjin                 | Kang Pil-hun    |
| 223                    | Jasonggang             | Ri Yong-hwan    |
| 224                    | Ponghwasan             | Jon Tae-nam     |
| 225                    | Kumgangsan             | Ro Kyong-jun    |
| 226                    | Sinuiju                | So Ran-hui      |
| 227                    | Paeksa                 | Ri Jong-ryol    |
| 228                    | Namjung                | Jong Yong-guk   |
| 229                    | Minpo                  | Kim Man-su      |
| 230                    | Sumun                  | Sin Ryong-man   |
| 231                    | Chinson                | O Jong-hui      |
| 232                    | Ryusang                | Kim Hae-yong    |
| 233                    | Wai                    | Kang Ryong-mo   |
| 234                    | Sokha                  | Pak Hui-min     |
| 235                    | Rakjong                | Pak Jong-gun    |
| 236                    | Yonha                  | Kim Hwa-song    |
| 237                    | Kusong                 | So Chun-yong    |
| 238                    | Paeksok                | Kim Jong-chol   |
| 239                    | Namchang               | Yang Sung-ho    |
| 240                    | Chahung                | Ho Chol-yong    |
| 241                    | Jongju                 | Kim Kwang-un    |
| 242                    | Tokon                  | Paek Jong-ran   |
| 243                    | Koan                   | Ri Yong-jun     |
| 244                    | Namho                  | Kim Kyong-ae    |
| 245                    | Kalsan                 | Sonu Hui-chol   |
| 246                    | Sakju                  | Kim Kwang-song  |
| 247                    | Pungnyon               | Kim Myong-ok    |
| 248                    | Supung                 | Kang Won-sik    |
| 249                    | Chongsong              | Ri Chang-sok    |
| 250                    | Pihyon                 | Hwang Jun-taek  |
| 251                    | Ryangchaek             | Kim Chol        |
| 252                    | Paekma                 | Kim Yong-son    |
| 253                    | Ryongchon              | Kim Se-wan      |
| 254                    | Pukjung                | Hong Kwang-hyok |
| 255                    | Ryongampo              | Choe Chan-il    |
| 256                    | Sinam                  | Kim Yong-sun    |
| 257                    | Yomju                  | Kim Pyong-ho    |
| 258                    | Tasa                   | Choe Yong-dok   |
| 259                    | Wiha                   | Paek On         |
| 260                    | Cholsan                | Jang Chang-ha   |
| 261                    | Kasan                  | Kim Yong-gil    |
| 262                    | Tongrim                | Kye Myong-chol  |
| 263                    | Chonggang              | Ri Chung-gil    |
| 264                    | Singok                 | Kim Chol-ho     |
| 265                    | Sonchon                | Paek In-chol    |
| 266                    | Wolchon                | Kwon Song-ho    |
| 267                    | Samsong                | Jo Jong-mun     |
| 268                    | Inam                   | Ho Kwang-chun   |
| 269                    | Kwangsan               | Kim Il-guk      |
| 270                    | Wonha                  | Cha Sung-su     |
| 271                    | Chojang                | Pak Tae-sik     |
| 272                    | Unchon                 | Choe Kwang-chol |
| 273                    | Taeo                   | Kim Song-nam    |
| 274                    | Posok                  | Choe Myong-sil  |
| 275                    | Pakchon                | Ryu Jong-guk    |
| 276                    | Toksam                 | Ho Kwang-il     |
| 277                    | Maengjung              | Pak Yong Sun    |
| 278                    | Nyongbyon              | Kim Kum-sil     |
| 279                    | Palwon                 | Ri Ju-o         |
| 280                    | Kujang                 | Mun Kyong-dok   |
| 281                    | Ryongdung              | Kim Yong-song   |
| 282                    | Ryongmun               | Ju Yong-sik     |
| 283                    | Sugu                   | Choe Yong       |
| 284                    | Hyangsan               | Kim Kyong-hui   |
| 285                    | Taepyong               | Choe Hyok-chol  |
| 286                    | Unsan                  | Jong Kyong-il   |
| 287                    | Pungyang               | Ri Chol-jin     |
| 288                    | Joyang                 | Han Chang-ho    |
| 289                    | Taechon                | O Hye-son       |
| 290                    | Unhung                 | Ho Jong-ok      |
| 291                    | Hakbong                | Kim Kyong-nam   |
| 292                    | Chonma                 | Kim Yong-gyu    |
| 293                    | Joak                   | Kim Kun-chol    |
| 294                    | Uiju                   | Han Tong-song   |
| 295                    | Unchon                 | Hong Yong-chil  |
| 296                    | Tokryong               | Mo Sung-gil     |
| 297                    | Taegwan                | Choe Yong-song  |
| 298                    | Taeryong               | Jo Yong-su      |
| 299                    | Changsong              | Choe Hak-chol   |
| 300                    | Tongchang              | Paek Myong-chol |
| 301                    | Pyokdong               | Paek Sun-yong   |
| 302                    | Sindo                  | Ri Yong-chol    |
| 303                    | Yaksan                 | Choe Song-il    |
| 304                    | Haechong               | So Sung-chol    |
| 305                    | Uppa                   | Kim Tong-son    |
| 306                    | Okgye                  | Kim Yong-chol   |
| 307                    | Soae                   | Kang Ji-yong    |
| 308                    | Sokchon                | Pak Myong-chol  |
| 309                    | Hakhyon                | U Chang-sik     |
| 310                    | Pyoksong               | An Hye-song     |
| 311                    | Jukchon                | Pak Pong-tok    |
| 312                    | Kangryong              | Jang Yong-su    |
| 313                    | Pupo                   | Yo Man-hyon     |
| 314                    | Kumdong                | Choe Sun-chol   |
| 315                    | Ongjin                 | Ri Myong-chol   |
| 316                    | Sagot                  | Paek Kyong-sin  |
| 317                    | Samsan                 | Kim Mok-ryong   |
| 318                    | Jonsan                 | Kim Jang-san    |
| 319                    | Taetan                 | An Kyong-hwa    |
| 320                    | Kwasan                 | Hong Pong-chol  |
| 321                    | Jangyon                | Mun In-chol     |
| 322                    | Rakyon                 | Ri Yong-chol    |
| 323                    | Samchon                | Ri Ik-jung      |
| 324                    | Talchon                | Kim Jong        |
| 325                    | Songhwa                | Kim Son-hui     |
| 326                    | Unryul                 | Kim Ung-chol    |
| 327                    | Kumsanpo               | Kang Kil-yong   |
| 328                    | Jangryon               | Ri Hwa-gyong    |
| 329                    | Unchon                 | Kil Kyong-hui   |
| 330                    | Ryangdam               | Kim Ik-song     |
| 331                    | Anak                   | Ko In-ho        |
| 332                    | Wolji                  | Kim Chang-yop   |
| 333                    | Taechu                 | Choe Yong-sam   |
| 334                    | Omgot                  | Ri Jae-sik      |
| 335                    | Sinchon                | Kim Chang-nam   |
| 336                    | Saenal                 | Mun Ung-jo      |
| 337                    | Saegil                 | Pak Yong-ho     |
| 338                    | Panjong                | Kwon Jong-sil   |
| 339                    | Jaeryong               | Choe Hwi        |
| 340                    | Samjigang              | Ri Hye-suk      |
| 341                    | Jangguk                | Kim Yong-ae     |
| 342                    | Pukji                  | Kim Tae-song    |
| 343                    | Sinwon                 | So Pyong-hwan   |
| 344                    | Muhak                  | Song Won-gil    |
| 345                    | Pongchon               | Kim Chundpo     |
| 346                    | Sindap                 | Kang Jong-hui   |
| 347                    | Paechon                | Won Kyong-mo    |
| 348                    | Kumsong                | Kim Tae-sik     |
| 349                    | Jongchon               | Kim Jin-guk     |
| 350                    | Unpong                 | Ri Chol-man     |
| 351                    | Kumgok                 | Kang Myong-chol |
| 352                    | Yonan                  | Pak Tae-dok     |
| 353                    | Ohyon                  | Jin Yon-sil     |
| 354                    | Songho                 | Hong Myong-gi   |
| 355                    | Chontae                | Choe Tong-yun   |
| 356                    | Haewol                 | Kim Myong-chol  |
| 357                    | Chongdan               | Yang Yong-gil   |
| 358                    | Namchon                | Choe Sung-ho    |
| 359                    | Tokdal                 | Ri Hong-sop     |
| 360                    | Chongjong              | Pak Yon-ok      |
| 361                    | Ryongyon               | Kim Jong-ho     |
| 362                    | Kumi                   | Ri Jong-suk     |
| 363                    | Kwail                  | O In-nam        |
| 364                    | Sindae                 | Jong Su-hyok    |
| 365                    | Sariwon                | O Myong-chun    |
| 366                    | Wonju                  | Chae Kang-hwan  |
| 367                    | Migok                  | Song Yun-hui    |
| 415                    | Songrim                | Ri Jong-chol    |
| 433                    | Naeryong               | Han Yong-ho     |
| 434                    | Manpo                  | Kim Myong-hun   |
| 435                    | Kuo                    | Chae Jong-sok   |
| 436                    | Munak                  | Kim Chon-ho     |
| 437                    | Huichon                | Kim Jae-ryong   |
| 438                    | Solmoru                | Pak Chol-hun    |
| 439                    | Chupyong               | Ham Nam-hyok    |
| 440                    | Chongnyon              | Tae Jong-su     |
| 441                    | Jonpyong               | Ri Yong-hon     |
| 476                    | Anbyon                 | Pak Jong-nam    |
| 658                    | Hupo                   | Pak Jun-ho      |
| 659                    | Munae                  | Song Sung-chol  |
| 660                    | Konguk                 | Choe Tong-myong |
| 661                    | Ryusa                  | Kang Tok-chun   |
| 662                    | Waudo                  | Ri Kil-chun     |
| 663                    | Namsan                 | Kim Tuk-sam     |
| 664                    | Taedae                 | Jang Ryong-sik  |
| 665                    | Kapmun                 | Tokgo Chang-guk |
| 666                    | Kangso                 | Kim Pyong-hae   |